# ایوار جاکوبسون
ایوار هیلمار جاکوبسون (به انگلیسی: Ivar Hjalmar Jacobson) (متولد دوم سپتامبر ۱۹۳۹) یک دانشمند رایانه و مهندس نرم‌افزار سوئدی است که خاطر کارهایش در زمینه‌های یوام‌ال، شی‌گرایی، آریوپی، توسعهٔ جنبه‌گرای نرم‌افزار و جوهر معروف می‌باشد.

## زندگی‌نامه
ایوار جاکوبسون دوم سپتامبر ۱۹۳۹ در ایستد سوئد متولد شد. وی در سال ۱۹۶۲ مهندسی خود را در رشتهٔ برق از دانشگاه صنعتی چالمرز گوتنبرگ گرفت و دکتری خود را در سال ۱۹۸۵ از مؤسسه سلطنتی فناوری استکهلم با رساله‌ای پیرامون ساختارهای زبانی برای سیستم‌های بی‌درنگ بزرگ دریافت نمود.
بعد از دانشگاه، جاکوبسون تا آوریل ۱۹۸۷ در شرکت اریکسون، جایی که کار بر روی سیستم‌های شی‌گرا شروع کرد، بود. اکثر دست‌آوردها در سال ۱۹۹۱ توسط اریکسون ثبت شد و نامش را به شرکت شی‌گرایی تغییر داد. جاکوبسون مدل توسعهٔ نرم‌افزاری اواواس‌ای را در سال ۱۹۹۲ منتشر کرد که در تکیمل، به فرایند شی‌گرایی نرم‌افزار تبدیل شد.
در اکتبر ۱۹۹۵ اریکسون شرکت شی‌گرایی را به کمپانی رشنال سافت‌ور (Rational Software) واگذار کرد. جاکوبسون در آنجا با گریدی بوچ و جیمز رامبورگ آشنا شد که بعدها به "سه رفیق" معروف شدند.
رشنال سافت‌ور در سال ۲۰۰۳ توسط شرکت آی‌بی‌ام خریداری شد و جاکوبسون تصمیم به استعفا گرفت اما تا مه ۲۰۰۴ در آنجا به عنوان مشاور فنی اجرایی ماند.
در اواسط سال ۲۰۰۳ وی شرکت ایوار جاکوبسون اینترنشال (آی‌جی‌آی) را تأسیس کرد که در انگلستان، آمریکا، سوئد، سوئیس، چین و سنگاپور دفتر دارد.

## کار

### اریکسون
در سال ۱۹۶۷ جاکوبسون در اریکسون استفاده از پیکرپار در نسل جدید نرم‌افزارهایی که در تلفن‌خانه‌ی اریکسون استفاده می‌شد را پیشنهاد کرد. به همین منظور، وی نمودار توالی را ابداع کرده و نمودار همکاری را توسعه داد. او همچنین از نمودار انتقال حالت برای توصیف پیام‌های درجریان بین پیکرپارها استفاده نمود.
جاکوبسون وجود یک نوع بلوپرینت را برای توسعه نرم‌افزاری لازم می‌دید. او یکی از توسعه‌دهندگان اصلی مشخصات و توضیحات زبان (اس‌دی‌ال) بود. در سال ۱۹۷۵، اس‌دی‌ال به صورت استانداردی برای صنعت تلکام درآمد.
وی در شرکت شی‌گرایی، مورد استفاده را نیز به عنوان راهی برای مشخص نمودن ملزمات نرم‌افزار کاربردی ایجاد کرد.

### رشنال سافت‌ور
در رشنال، جاکوبسون به همراه دوستانش گریدی بوچ و جیمز رامبورگ، زبان مدل‌سازی یکپارچه را طراحی کردند و شی‌گرایی را تا به مرحلهٔ فرایند یکپارچه رشنال (آریوپی) زیر نظر فیلیپ کورچن تکامل دادند.

### فرایند یکپارچه اساسی
در نوامبر ۲۰۰۵، جاکوبسون فرایند یکپارچه اساسی یا «اس‌آپ» را معرفی کرد. «اس‌آپ» یک «تمرین» اصلی جدید برای فرایند توسعه نرم‌افزار بود که براساس تمرین‌های توسعه نرم‌افزار مدرن اما پایدار ایجاد شد. این یک شروع تازه بود که از منابع تمرین موفق سه کمپ فرایندی درست شده بود: کمپ فرایند یکپارچه، کمپ توسعه سریع نرم‌افزار و کمپ بهبود فرایند کسب‌وکار. هر کدام از این کمپ‌ها یک قابلیت را پشتیبانی کردند: ساختار، چابکی و بهبود فرایند.
ایوار اس‌آپ را یک آریوپی «فوق سبک و سریع» می‌خواند و آی‌جی‌آی اس‌آپ را با سیستم تیمی ویژوال استودیو مایکروسافت و اکلیپس متحد کرده‌است.

### اس‌وورک
با کمک تجربه اس‌آپ ایوار و تیمش، مخصوصاً ایان اسپنس و پان وی نگ، در سال ۲۰۰۶ اس‌وورک را ایجاد کردند. اس‌وورک یک چارچوب برای کار با مدل‌هاست. این چارچوب براساس یک هسته از عناصر جهانی متداول در توسعه نرم‌افزاری ایجاد شده‌است. بعد از هسته، پانزده تمرین تعریف شده‌اند. یک تیم می‌تواند بوسیلهٔ ایجاد تمرین، روش‌های خود را ایجاد کنند.

### اس‌ای‌ام‌ای‌تی
در نوامبر ۲۰۰۹، ایوار جاکوبسون، برترند میر و ریچارد سولی جنبشی به نام اس‌ای‌ام‌ای‌تی (مدل و تئوری مهندسی نرم‌افزار) را به راه انداختند تا بتوانند مبنا بسیار دقیق و نظری را برای تمارین مهندسی نرم‌افزار توسعه‌داده. اس‌ای‌ام‌ای‌تی برگرفته از کار در آی‌جی‌آی می‌باشد و در جوهر تأثیر داشته‌است. همکنون اس‌ای‌ام‌ای‌تی برای استاندارد اوام‌جی پیشنهاد شده‌است.

## کتب
جاکوبسون کتاب‌ها و مقالات زیادی را به چاپ رسانیده‌است. چندی از آن‌ها به قرار زیر هستند:
- ۱۹۹۲، مهندسی نرم‌افزار شی‌گرا: یک دیدگاه کارکرده مورد استفاده  به همراه منگوس کریسترسون، پارتیک جانسون و گانر اورگارد.[۵]
- ۱۹۹۴، فایده شی: بازمهندسی فرایند کسب‌وکار با تکنولوژی شی به همراه ام. اریکسون و ای. جاکوبسون.[۶]
- ۱۹۹۷، استفاده مجدد نرم‌افزار: معماری، فرایند، و سازماندهی برای موفقیت کسب‌وکار به همراه ماریتن گریس و پارتیک جانسون.[۷]
- ۱۹۹۹، فرایند توسعه نرم‌افزار یکپارچه. به همراه گریدی بروچ و جیمز رامبورگ.[۸]
- ۲۰۰۴، دفترچه ارجاع زبان مدلسازی یکپارچه (نسخه دوم). به همراه گریدی بروچ و جیمز رامبورگ.[۹]
- ۲۰۰۴، توسعه نرم‌افزار جنبه‌گرا به همراه مورد استفاده. به همراه پان وی نگ.[۱۰]
- ۲۰۰۵، راهنمای کاربر زبان مدلسازی یکپارچه (نسخه دوم). به همراه گریدی بروچ و جیمز رامبورگ.[۱۱]
- ۲۰۱۳، جوهر مهندسی نرم‌افزار - با استفاده از هسته اس‌ای‌ام‌ای‌تی. به همراه پان وی نگ، پاول مک ماهون، ایان اسپنس و سوانت لدمن.[۱۲]